# سیارک ۹۷۱۸
سیارک ۹۷۱۸ (به انگلیسی: 9718 Gerbefremov، نامگذاری:1976YR1) نه هزار و هفتصد و هجدهمین سیارک کشف شده‌است که در ۱۶ دسامبر ۱۹۷۶ کشف شد.
قدر مطلق سیارک برابر ۲۳.۴ است.